# Puente romano de Cangas de Onís
El puente romano de Cangas de Onís o puentón es una construcción situada sobre el río Sella a su paso por Cangas de Onís, y que separa los concejos de Cangas de Onís y de Parres, perteneciendo, por tanto, la mitad a cada concejo. Su figura está asociada al pueblo de Cangas de Onís.
El Puentón es uno de los símbolos de Asturias. Forma parte del escudo de Cangas de Onís, junto a la cruz sobre la media luna invertida que recuerda la victoria sobre los musulmanes en la batalla de Covadonga y la leyenda Minima urbium, maxima sedium (mínima urbe, máxima sede).
En 1931 fue declarado Monumento histórico-artístico.
Es, por tanto, Bien de Interés Cultural.
En sus aledaños suelen ir a pescar salmones numerosos ribereños de la zona del río Sella.

## Historia
Aunque es conocido como el puente romano, es construcción medieval de tiempos del reinado de Alfonso XI de Castilla con su famoso arco peraltado y otros dos arcos menores que son desiguales. El puente, que se sitúa en la calzada romana que unía las localidades de Lucus Asturum (el actual Lugo de Llanera) y Portus Victoriae (la actual Santander), fue construido sobre otro anterior que pudiera tener origen romano. 
El puente original constaba de siete arcos y ha sido restaurado y reparado en multitud de ocasiones a lo largo de su existencia. En 1876 fue objeto de una reparación en profundidad que está marcada por una lápida en el punto central del mismo. También se restauró en los años 1940 y 1943. Dejó de prestar servicio carretil con la construcción de un nuevo puente a finales del siglo XIX. En los trabajos de restauración se han hallado piezas de los arcos medievales usadas como relleno. En 1939 se colocó en el centro de su gran arco central una gran Cruz de la Victoria, símbolo de Asturias, coincidiendo con el regreso de la imagen de la virgen de Covadonga desde París tras la Guerra Civil.